# Anni 590 a.C.
Gli anni 590 a.C. sono il decennio che comprende gli anni dal 599 a.C. al 590 a.C. inclusi.

## Nati
- 12 aprile - Mahavira, filosofo indiano († 527 a.C.)596 a.C.
- Creso, sovrano590 a.C.
- Ciro II di Persia, sovrano († 530 a.C.)

## Morti
- Ioiakim, sovrano (n.634 a.C.)

- Necao II, sovrano egizio590 a.C.
- Mirsilo di Mitilene, politico greco antico